# Fristaten Mecklenburg-Schwerin
Fristaten Mecklenburg-Schwerin (tyska: Freistaat Mecklenburg-Schwerin) var en stat i Weimarrepubliken och den bildades efter den tyska revolutionen 1918 då storhertigen av Mecklenburg-Schwerin hade förlorat sin tron. Staten existerade fram till det att nazistpartiet kom till makten och slog ihop den med Mecklenburg-Strelitz för att på så sätt bilda staten Mecklenburg.

## Historia
Storhertig Adolf Fredrik V av Mecklenburg-Strelitz
dog 1914, hans son Adolf Fredrik VI, f. 1882, begick självmord 24 februari 1918, och regeringen övertogs då av regerande storhertigen i Mecklenburg-Schwerin, Fredrik Frans IV, i avvaktan på tronföljdens definitiva reglering och de båda storhertigdömenas förening
(representanten för ättens i Ryssland naturaliserade yngre gren, hertig Karl Mikael, väntades avsäga sig sina tronanspråk).
Emellertid kom tyska revolutionen
i november 1918 emellan. I båda storhertigdömena utropades republik, och Fredrik Frans avsade sig
14 november sina tronanspråk. Författningsgivande församlingar inkallades i båda länderna var för sig och antog nya författningar,
varvid föreningstanken sköts åt sidan. I båda de nya republikerna vidtog ett genomgripande reformarbete i fråga om sociala förhållanden, förvaltning m. m. Den gamla ständerförfattningen avskaffades,
lokalförvaltningen i stad och på land nyorganiserades efter moderna grundsatser, nya förvaltningsdomstolar inrättades, den prästerliga uppsikten över skolväsendet avskaffades o. s. v. Vid valen till författningsgivande lantdagar erhöll i bägge länderna socialdemokraterna hälften av mandaten,
men sedan fick i båda lantdagarna borgerlig (om än inbördes söndrad) majoritet.